# حكومة أويحيى التاسعة
حكومة أويحيى التاسعة حكومة جزائرية من 28 مايو 2010 إلى 3 سبتمبر 2012. تم فصل ثلاثة وزراء مقربين من الرئيس بوتفليقة أو تغيير وظائفهم. نور الدين يزيد زرهوني لم يعد وزيراً للداخلية وأصبح نائب رئيس الوزراء، المنصب الجديد، شكيب خليل لم يعد وزير الطاقة والمناجم، وعبد الحميد تمار يفقد محفظة الصناعة.
- رئيس الوزراء: أحمد أويحيى
- نائب رئيس الوزراء: نور الدين يزيد زرهوني

## الوزراء
- وزير دولة، الممثل الشخصي لرئيس الدولة: عبد العزيز بلخادم
- رئيس الجمهورية، وزير الدفاع الوطني: عبد العزيز بوتفليقة
- وزير منتدب لدى وزير الدفاع الوطني: عبد المالك قنايزية
- وزير الداخلية والجماعات المحلية: دحو ولد قابلية
- وزير الشؤون الخارجية: مراد مدلسي
- وزير العدل، حافظ الأختام: الطيب بلعيز
  - تم تعيين أحمد نوي مكانه في 29 مارس 2012.[3]
- وزير المالية: كريم جودي
- وزير الطاقة والمناجم: يوسف يوسفي
- وزير الموارد المائية: عبد المالك سلال
- وزير الاستشراف والإحصائيات: عبد الحميد تمار
- وزير الشؤون الدينية والأوقاف: بوعبد الله غلام الله
- وزير المجاهدين: محمد الشريف عباس
- وزير التهيئة العمرانية والبيئة: شريف رحماني
  - تم انهاء مهامه في 24 مايو 2012[4] ، يتم تسيير شؤون الوزارة من قبل دحو ولد قابلية
- وزير النقل: عمار تو
  - تم انهاء مهامه في 24 مايو 2012[4] ،، يتم تسيير شؤون الوزارة من قبل عبد المالك سلال
- وزير التربية الوطنية: أبو بكر بن بوزيد
- وزير الفلاحة والتنمية الريفية: رشيد بن عيسى
- وزير الأشغال العمومية: عمار غول
  - تم انهاء مهامه في 24 مايو 2012[4] ، يتم تسيير شؤون الوزارة من قبل نور الدين موسى
- وزير التضامن الوطني والأسرة: السعيد بركات
- وزيرة الثقافة: خليدة تومي
- وزير التجارة: مصطفى بن بادة
- وزير التعليم العالي والبحث العلمي: رشيد حراوبية
  - تم انهاء مهامه في 24 مايو 2012[4] ، يتم تسيير شؤون الوزارة من قبل الهاشمي جيار
- وزير العلاقات مع البرلمان: محمود خذري
- وزير التكوين والتعليم المهنيين: الهادي خالدي
- وزير السكن والعمران: نور الدين موسى
- وزير العمل والتشغيل والضمان الاجتماعي: الطيب لوح
  - تم انهاء مهامه في 24 مايو 2012[4] ، يتم تسيير شؤون الوزارة من قبل جمال ولد عباس
- وزير الصحة والسكان وإصلاح المستشفيات: جمال ولد عباس
- وزير السياحة والصناعات التقليدية: اسماعيل ميمون
- وزير الشباب والرياضة: الهاشمي جيار
- وزير الصناعة والمؤسسات الصغيرة والمتوسطة وتشجيع الاستثمار: محمد بن مرادي
- وزير البريد وتكنولوجيات الإعلام والاتصال: موسى بن حمادي
  - تم انهاء مهامه في 24 مايو 2012[4] ، يتم تسيير شؤون الوزارة من قبل يوسف يوسفي
- وزير الصيد البحري والموارد الصيدية: عبد الله خنافو
- وزير الاتصال : ناصر مهل

- وزير منتدب لدى وزير الشؤون الخارجية المكلف بالشؤون المغاربية والإفريقية: عبد القادر مساهل
- وزيرة منتدبة لدى وزير التضامن الوطني والأسرة، مسؤول عن الأسرة ووضع المرأة: نوارة سعدية جعفر
- وزيرة منتدبة لدى وزير التعليم العالي والبحث العلمي، مكلف بالبحث العلمي: سعاد بن جاب الله
- وزير الدولة لوزير الاستشراف والإحصاءات، المسؤول عن الإحصاءات: علي بوكرامي
- وزير الدولة لدى وزير الشؤون الخارجية، المسؤول عن الجالية الوطنية في الخارج: حليم بن عطا الله